# 吉島家住宅
吉島家住宅（よしじまけじゅうたく）は、岐阜県高山市大新町にある古民家。国の重要文化財に指定されており、文化庁認定の日本遺産「飛騨匠の技・こころ-木とともに、今に引き継ぐ1300年-」の構成文化財にも含まれている。

## 概要
高山で酒造業などを営んでいた豪商・吉島家の住宅として1875年（明治8年）の大火の後に建築された。1905年（明治38年）に再び火災に見舞われたが、吉島家四代目の吉島休兵衛斐之が道に面した一部の焼け残りを生かして再建を行っている。1875年（明治8年）の建築、並びに1905年（明治38年）の再建はともに水間相模宗俊の流れを汲む、西田伊三郎が棟梁となって行われた。また、座敷は上宝村の内山新造が担当した。
建物は間口、奥行きともに約26メートルで、桁行16.7メートル、梁間13.6メートルの2階建て部分と、桁行5.4メートル、梁間7.6メートルの1階建て部分が組み合わされている。ドジと呼ばれる土間とオエと呼ばれる台所部分は屋根まで横長の吹き抜けとなっており、梁と束が格子状に組み合わされている様子が意匠的に優れているとされる。また、本座敷と仏間は書院造、茶室と雪隠は数寄屋造りとなっている。
2022年（令和4年）現在も吉島家によって所有され、一般に公開されている。